# Allium scorodoprasum
Allium scorodoprasum es una especie de planta bulbosa del género Allium, perteneciente a la familia de las amarilidáceas, del orden de las Asparagales.
Se distribuye por las regiones templadas del Hemisferio Norte.

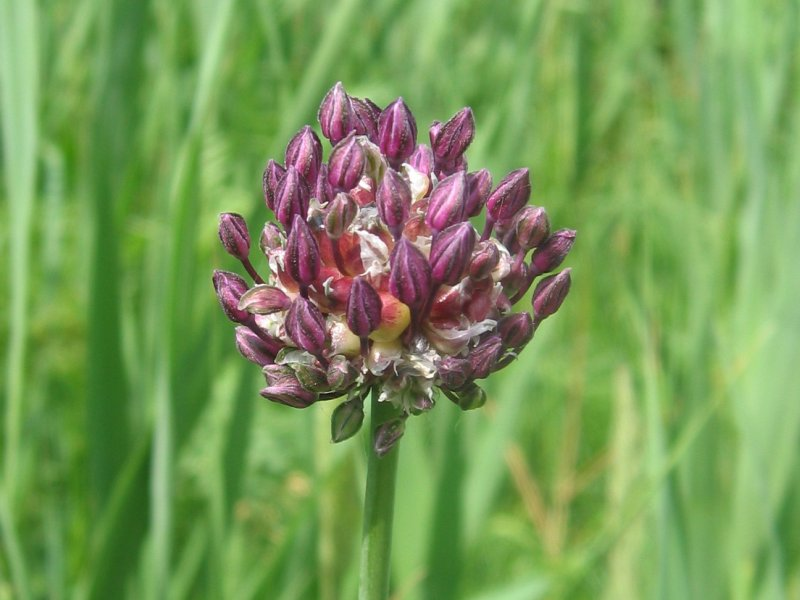
Detalle de inflorescencia

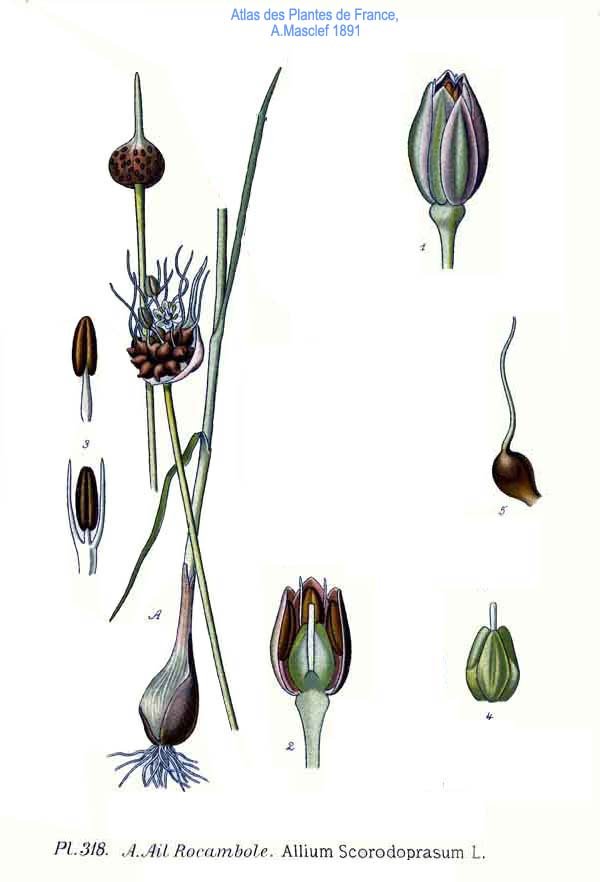
Inflorescencia

## Descripción
Allium scorodoprasum es una planta bulbosa de hojas cilíndricas o semicilíndricas de más de 0,5 mm de anchura. Al igual que Allium paniculatum, tiene filamentos estaminales no tricuspidados y presenta espata de dos valvas, de la cual se diferencia por tener pedicelos floríferos más cortos que el perianto y tépalos de más de 7,5 mm de longitud.

## Distribución y hábitat
Tiene una distribución eurosiberiana, donde se encuentra en los márgenes de arroyos, fisuras donde rezuma el agua, en prados húmedos, etc.

## Usos y propiedades
Culinario
Es una planta comestible con usos alimenticios.
Medicinal
Se usa la planta entera como antihelmíntico.

## Taxonomía
Allium scorodoprasum fue descrita por Carlos Linneo y publicado en Species Plantarum 1: 301, en el año 1753. (1 de mayo de 1753)
Etimología
Allium: nombre genérico muy antiguo. Las plantas de este género eran conocidos tanto por los romanos como por los griegos. Sin embargo, parece que el término tiene un origen celta y significa “quemar”, en referencia al fuerte olor acre de la planta. Uno de los primeros en utilizar este nombre para fines botánicos fue el naturalista francés Joseph Pitton de Tournefort (1656-1708).
scorodoprasum: epíteto
Citología
Número de cromosomas de Allium scorodoprasum (Fam. Liliaceae) y táxones infraespecíficos: 2n=32.
Sinonimia
NOTA: Los nombres que presentan enlaces son sinónimos en otras especies: 
| - Ascalonicum scorodoprasum (L.) P.Renault, Fl. Orne: 33. 1804. - Porrum scorodoprasum (L.) Rchb., Fl. Germ. Excurs.: 110. 1830. - Allium ampeloprasum var. margaritaceum Moench, Suppl. Meth.: 80. 1802. - Allium arenarium - Allium contortum Stokes, Bot. Mat. Med. 2: 229. 1812. - Allium halleri Bab., Man. Brit. Bot.: 305. 1843), nom. illeg. - Allium neglectum Wender., Schriften Ges. Beförd. Gesammten Naturwiss. Marburg 2: 211. 1831. - Allium obscurum M.Bieb. ex Schult. & Schult.f. in J.J.Roemer & J.A.Schultes, Syst. Veg. 7: 1003. 1830. - Allium persicum Fisch. ex Regel, Trudy Imp. S.-Peterburgsk. Bot. Sada 3(2): 43. 1875), nom. inval. - Allium scorodoprasum var. multibulbillatum Y.N.Lee, Fl. Korea, ed. 4: 1163 (2002. - Allium scorodoprasum var. multibulbillosum Y.N.Lee, Bull. Korea Pl. Res. 1: 3 (2002. - Allium scorodoprasum var. obscurum (M.Bieb. ex Schult. & Schult.f.) Nyman, Consp. Fl. Eur., Suppl. 2: 307. 1890. - Allium violaceum Gilib., Excerc. Phyt. 2: 470. 1792), opus utique oppr. - Porrum arenarium (L.) Rchb., Fl. Germ. Excurs.: 110. 1830. |